# Printf
printf ime je naredbe za ispis obično dostupne na svim *nix operacijskim sustavima kao naredbe sustava, te naredbe za ispis u mnogim programskim jezicima. Uzrok raširenosti ove naredbe leži u širokim mogućnostima oblikovanja ispisa prema željama programera odnosno najčešće sukladno nekim tipičnim zahtjevima, npr:
- brojevi, kad je riječ o novcu, bankovnim ili drugim računima odnosno transankcijama obično se potpisuju jedan ispod drugoga tako da su jedinice ispod jedinica, desetice ispod desetica, stotice ispod stotica itd.; brojke su obično pozicionirane uz desnu marginu
- nadnevci također imaju uobičajene načine ispisa, od kojih je u hrvatskom jeziku najčešći oblik dan. mjesec godina. ako je mjesec napisan slovima, odnosno dan. mjesec. godina. ako je mjesec napisan brojkom

## Oblik naredbe i definicija formata
printf naredba ima sljedeći oblik: printf "format" parametri. Format se definira na sljedeći način:
%[parametar][zastavice][širina ispisa][.preciznost][duljina]tip
Parametri u uglatim zagradama su opcionalni, samo su dva parametra obvezna, znak % i tip podatka koji se ispisuje.

### Tipovi
| slovo | tip predstavljen slovom                         | primjer                                                                                              |
| ----- | ----------------------------------------------- | --- |
| d     | (dekadski) cijeli broj s predznakom             | %d - ispiši kao dekadski cijeli broj %6d- ispiši kao dekadski cijeli broj širine najviše 6 znamenaka |
| u     | (dekadski) cijeli broj bez predznaka (unsigned) | |
| o     | oktalni cijeli broj bez predznaka               | |
| x     | heksadekadski cijeli broj bez predznaka         | |
| e,f,g | broj s pomičnim zarezom, s ili bez eksponenta   | %6.2f - ispis realnog broja najveće širine 6 znamenaka, s dvije znamenke iza decimalne točke         |
| c     | ispis jednog znaka (char)                       | %c                                                                                                   |
| s     | ispis niza znakova (string)                     | %s                                                                                                   |

Napomena - ovo je nepotpuna tablica, navedeni su samo najčešći tipovi.

## C
```
 
printf
(
"Boja je %s, cijeli broj 1: %d, cijeli broj 2: %05d, heksadekadski broj %#x, racionalni broj %5.2f, cijeli dekadski broj bez predznaka %u.
\n
"
,

        
"plava"
,
 
123456
,
 
89
,
 
255
,
 
3.14159
,
 
250
);

```

Gornja C naredba će ispisati (uključujući znak za novi redak - \n):
```
Boja je plava, cijeli broj 1: 123456, cijeli broj 2: 00089, heksadekadski broj 0xff, racionalni broj 3.14, cijeli dekadski broj bez predznaka 250.
```

## Java
Java od inačice 1.5 ima naredbu printf kao dio java.io.PrintStream klase (tj. printf je dio standardnog Java API-ja od inačice 1.5).
```
// Ispis "Hrvatska wikipedija" na standardni izlaz

System
.
out
.
printf
(
"%s, %s"
,
 
"Hrvatska"
,
 
"wikipedija"
);

```

## Python
```
print
(
"Umnožak pet i šest je 
{0}
."
.
format
(
5
*
6
))

```

```
Umnožak pet i šest je 30.
```

## Unix
printf naredba je ugrađena u bash ljusku.
```
$
 
JEZIK
=
Hrvatska
$
 
PROJEKT
=
wikipedija
$
 
printf
 
"%s %s\n"
 
"
$JEZIK
"
 
"
$PROJEKT
"

Hrvatska
 
wikipedija

```

## Popis programskih jezika koji imaju printf naredbu (ili njen ekvivalent)
- AMPL
- awk (preko sprintf-a)
- Unix ljuske: Korn shell (ksh), Bourne again shell (bash), Z shell (zsh)
- C
  - C++ (osim printf-a posjeduje i mogućnost lakog ispisa uporabom shift operatora na iostream)
  - Objective-C
- Clojure
- Common Lisp
- D
- Elixir
- F#
- GNU MathProg
- GNU Octave
- G (LabVIEW)
- Go
- Haskell
- J
- Java (od inačice 1.5)
- Lua (string.format)
- Maple
- MATLAB
- Mythryl
- OCaml
- Pascal
- PARI/GP
- PHP
- Perl
- Python (Python 2 preko % operatora, Python 3 uporabom print funkcije s format "parametrizatorom")
- R
- Red/System
- Ruby
- Rust
- Tcl (uporabom format naredbe)
- Transact-SQL (uporabom xp_sprintf-a)
- Vala (uporabom print() i FileStream.printf()-a)

## Vanjske poveznice
- http://pubs.opengroup.org/onlinepubs/9699919799/functions/printf.html - C printf specifikacija
- http://docs.oracle.com/javase/1.5.0/docs/api/java/util/Formatter.html#syntax - java.util.Formatter klasa koja interpretira printf pozive
- http://php.net/manual/en/function.printf.php - PHP printf specifikacija